# The Future Is Wild
The Future Is Wild is een Canadese televisiereeks uit 2003, gemaakt als coproductie tussen Animal Planet, ORF en ZDF. De serie draait om een mogelijke toekomst van de planeet Aarde. Met behulp van computeranimatie wordt getoond hoe dit leven er mogelijk uitziet.

## Achtergrond
De serie is uitgebracht samen met een boek van geoloog Dougal Dixon, auteur van verschillende boeken over het mensen- en dierenleven in de toekomst. De scenario’s in de serie zijn gemaakt aan de hand van interviews met en onderzoek door tientallen wetenschappers.
De serie gaat uit van een toekomst waarin de mens uitsterft, en de natuur zonder verder ingrijpen van de mens door evolueert. De serie is opgenomen in de vorm van een documentaire.
De tijdsperiodes die worden behandeld zijn 5 miljoen jaar, 100 miljoen jaar en 200 miljoen jaar in de toekomst. 5 miljoen jaar in de toekomst is de aarde mogelijk in de greep van de laatste ijstijd. De aarde warmt echter weer op. Enkele nieuwe leefgebieden 5 miljoen jaar in de toekomst zijn: een Noord-Amerikaanse woestijn, een Zuid-Amerikaanse vlakte, een Mediterraanse zoutvlakte en een Noordelijke IJskap

## Afleveringen
1. Welcome to the Future
2. Return of the Ice
3. The Vanished Sea
4. Prairies of Amazonia
5. Cold Kansas Desert
6. Waterland
7. Flooded World
8. Tropical Antarctica
9. The Great Plateau
10. The Endless Desert
11. The Global Ocean
12. Graveyard Desert
13. The Tentacled Forest

## Spin-offs
In 2005 werd tijdelijk een attractiepark gebaseerd op de serie geopend in Japan. In 2008 werd een programma over het spel Spore gecombineerd met beelden van The Future Is Wild.